# أولاد سيدي علي واركو (الشلالات)
أولاد سيدي علي واركو هي إحدى مشيخات المملكة المغربية، تتبع جغرافيا لعمالة المحمدية وإداريًا لالشلالات. يقدر عدد سكانها بـ 3018 نسمة حسب الإحصاء الرسمي للسكان والسكنى لسنة 2004.